# The Resistance
The Resistance – piąty studyjny album angielskiego zespołu rockowego Muse. Został wydany 14 września 2009 rokuprzez wytwórnie Warner Bros. Records oraz Helium-3. Jego produkcją zajął się sam zespół, a za miksowanie odpowiedzialny był Mark Stent. Płyta została nagrodzona nagrodą Grammy w 2011 w kategorii Najlepszy Album - Rock.

## Historia albumu
Dyskusje na temat następcy Black Holes and Revelations rozpoczęły się w 2007 roku, podczas trasy promującej wspomniany krążek. W październiku magazyn NME poinformował, że zespół planuje nagrać "elektroniczny album" i już wtedy miał "mnóstwo pomysłów" w związku z kolejnym studyjnym wydawnictwem. Gdy tour zbliżał się ku końcowi, ewentualnych pomysłów i domysłów pojawiało się coraz więcej - wspomniano między innymi o tym, że na płycie ma pojawić się "15-minutowe solo w stylu space rocka", czy też o porzuceniu idei wydania albumu w tradycyjnej formie na rzecz wypuszczenia na rynek serii singli. W maju 2008 roku NME potwierdził, iż grupa pisze już piosenki na nowy album, cytując wypowiedź lidera Muse. - Nie jestem w stanie powiedzieć, co z tego wyjdzie. Może to być zwykły album, ale równie dobrze ciąg singli, czy też po prostu jedna 50-minutowa symfonia. Kto wie? - wyznał Matthew Bellamy. 
Na temat formy wydania najnowszego dzieła wypowiedział się również perkusista Dominic Howard, mówiąc: - Nie sprzeciwiamy się koncepcji wydania albumu w zwykłym formacie. Chodzi raczej o sposób, w jaki świat i technologia ewoluują, stwarzają podstawy by robić, co się chce i zwyczajnie wydawać swoją muzykę kiedy jest już na to gotowa. To może dziać się dużo bardziej organicznie. Zaprzeczył jednak pogłoskom mówiącym o tym, iż zespół, idąc w ślady Radiohead (album In Rainbows), wyda płytę jako darmowy download. Do połowy 2008 roku trio poczyniło dalsze postępy, potwierdzając powstawanie kolejnych utworów oraz powrót do studia we wrześniu. Mimo to zespół "ostrzegł fanów, by nie oczekiwali nowego albumu zbyt wcześnie", podczas gdy basista Christopher Wolstenholme powiedział: - Nie jesteśmy jeszcze gotowi na nagrywanie czegokolwiek. Po prostu woleliśmy zacząć prace w tym roku, zamiast czekać bezczynnie do przyszłego i iść do studia z myślą "I co teraz?" Wymienione wcześniej "15-minutowe solo..." także było wielokrotnie przedyskutowane, aż w końcu Bellamy uchylił rąbka tajemnicy, wypowiadając się na oficjalnym forum zespołu: - Powstaje nowy utwór w trzech częściach, nad którym pracowałem sporadycznie od wielu lat. W dużej mierze jest on orkiestralny... Partie te aranżuję sam, a zajmuje to sporo czasu. Frontman grupy określił kompozycję mianem "najtrudniejszej w życiu" i wyraził nadzieję, że zamknie ona powstający krążek. Zespół ujawnił również przypuszczalny termin wydania nowej płyty - druga połowa 2009 roku. 
W lutym 2009 roku padła pierwsza konkretniejsza, chociaż nieoficjalna data - jeden z serwisów poświęconych Muse dowiedział się od osoby blisko związanej z wytwórnią Warner, że piąty album Anglików powinien ujrzeć światło dzienne we wrześniu 2009 roku, po czym grupa ruszy w trasę koncertową. W marcu poinformowano, że nagranie jest "w połowie gotowe", a Bellamy określił je jako "symfoniczne" i pokazujące wyraźne inspiracje muzyką poważną. Zażartował również, że tą płytą zespół "zapuka do drzwi Classic FM" (brytyjskiej rozgłośni radiowej nadającej muzykę poważną). W tym czasie trio opublikowało także trzy filmiki wideo rejestrujące ich poczynania, z których jeden został nagrany w... toalecie. Pod koniec marca grupa ogłosiła jesienną trasę koncertową (w tym kilka występów w USA jako gość specjalny U2), sugerując, iż proces nagrywania zbliża się ku końcowi.
Tytuł płyty, The Resistance, został oficjalnie ogłoszony 22 maja za pomocą serwisu Twitter, podczas gdy tego samego dnia na oficjalnej stronie zespół potwierdził także nazwę jednej z piosenek - "United States of Eurasia". Tytuł ten został rozszyfrowany przez fanów ze zdjęcia umieszczonego na Twitterze, ukazującego Bellamy'ego trzymającego fragment partytury. 12 czerwca Howard napisał na swoim blogu, iż proces produkcji oraz miksowania The Resistance został zakończony i płyta jest już gotowa. Kilka dni później zespół podał oficjalną datę jej wydania - 14 września 2009 roku.

## Lista utworów
Kompozytorem wszystkich utworów oraz autorem tekstów jest Matthew Bellamy.
1. "Uprising" - 5:02
2. "Resistance" - 5:46
3. "Undisclosed Desires" - 3:56
4. "United States of Eurasia" (+ "Collateral Damage") - 5:47
5. "Guiding Light" - 4:13
6. "Unnatural Selection" - 6:54
7. "MK Ultra" - 4:06
8. "I Belong to You" (+ "Mon coeur s'ouvre a ta voix") - 5:38
9. "Exogenesis: Symphony Part I (Overture)" - 4:18
10. "Exogenesis: Symphony Part II (Cross Pollination)" - 3:56
11. "Exogenesis: Symphony Part III (Redemption)" - 4:37

### Bonus DVD
1. "The Making of The Resistance" - 43:53

## Twórcy
Muse
- Matthew Bellamy – śpiew, gitara elektryczna, instrumenty klawiszowe, fortepian, syntezator, programowanie, produkcja
- Christopher Wolstenholme – gitara basowa, wokal wspierający, produkcja
- Dominic Howard – perkusja, instrumenty perkusyjne, syntezator, programowanie, produkcja

Realizacja albumu
- Adrian Bushby - inżynieria dźwięku, klaskanie i okrzyki w "Uprising"
- Mark "Spike" Stent - miksowanie
- Ted Jensen - mastering

Muzycy sesyjni
- Orkiestra EdoDea Ensemble pod batutą Audrey Riley, prowadzący koncertmistrz Edoardo de Angelis
- Enrico Gabrielli - klarnet basowy w "I Belong to You"
- Tom Kirk - klaskanie i okrzyki w "Uprising"

Współpraca
- Tommaso Colliva – inżynieria dźwięku, zaplecze techniczne
- Paul Reeve – produkcja wokali, klaskanie i okrzyki w "Uprising"
- Matthew Green – miksowanie
- Des Broadbery – wsparcie techniczne i logistyczne
- La Boca – okładka, oprawa graficzna
- Danny Clinch – zdjęcia

## Notowania
| Rok  | Kraj                | Pozycja | Certyfikat         |
| ---- | ------------------- | ------- | ------------------ |
| 2009 | Australia           | 1       | platynowa płyta    |
| 2009 | Austria             | 1       | platynowa płyta    |
| 2009 | Belgia (Flandria)   | 1       | 2x platynowa płyta |
| 2009 | Belgia (Walonia)    | 1       |                    |
| 2009 | Francja             | 1       |                    |
| 2009 | Holandia            | 1       | złota płyta        |
| 2009 | Irlandia            | 1       |                    |
| 2009 | Kanada              | 1       |                    |
| 2009 | Niemcy              | 1       | 2x platynowa płyta |
| 2009 | Norwegia            | 1       | platynowa płyta    |
| 2009 | Nowa Zelandia       | 1       | złota płyta        |
| 2009 | Szwajcaria          | 1       | platynowa płyta    |
| 2009 | Wielka Brytania     | 1       | platynowa płyta    |
| 2009 | Włochy              | 1       | platynowa płyta    |
| 2009 | Hiszpania           | 2       |                    |
| 2009 | Meksyk              | 2       |                    |
| 2009 | Portugalia          | 2       |                    |
| 2009 | USA (Billboard 200) | 3       |                    |
| 2009 | Finlandia           | 4       |                    |
| 2009 | Szwecja             | 8       |                    |
| 2009 | Polska              | 15      | złota płyta        |